# Tupoljev Tu-334
Tupoljev Tu-334 ji bil ruski projekt za dvomotorno reaktivno potniško letalo za kratke oziroma srednje dolge lete. Nadomestil naj bi starejša letala Tu-134s in Jak-42. Načrti za Tu-334 so se začeli v zgodnjih 1990ih, sicer počasi zaradi pomanjkanja sredstev po razpadu Sovjetske zveze. Prototip so predstavili leta 1995. Trup letala Tu-334 je skrajšana verzija trupa večjega Tu-204, krilo je prav tako zmanjšano. Za razliko ima Tu-334 T-rep in motorje nameščene v repu. Leta 2009 so se odločili za prekinitev projetka zaradi racionalizacije ruske letalske industrije.  Ruski izdelovalci namreč proizvajajo več letal podobne velikosti Suhoj Superjet, Antonov An-148 in malce večji Irkut MS-21

## Tehnične specifikacije
- Posadka: 2
- Kapaciteta: 102 potnikov
- Dolžina: 31,26 m (102 ft 6 in)
- Razpon kril: 29,77 m (97 ft 8 in)
- Višina: 9,38 m (30 ft 9 in)
- Površina kril: 83 m² (893 ft²)
- Prazna teža: 30 050 kg (66 250 lb)
- Maks. vzletna teža: 47 900 kg (105 380 lb)
- Motorji: 2 × Progress D-436T1 ali Rolls Royce BR715-56 turbofan, 73,6 kN (16 500 ali 20 000 lbf) vsak

- Maks. hitrost: 865 km/h (465 kt, 545 mph)
- Potovalna hitrost: 850 km/h (440 kt, 510 mph)
- Dolet: 3150 km (2000 nm, 2300 mi)
- Višina leta (servisna): 11 100 m (36 400 ft)
- Obremenitev kril: 580 kg/m² (120 lb/ft²)
- Razmerje potisk/teža: 0,31